# زیپ (فیلم)
زیپ (انگلیسی: Zipper) فیلمی است که در سال ۲۰۱۵ منتشر شد.

## موضوع
سام الیس مردی در حال رشد در دادستانی با آینده ای درخشان. هنگامی که یک کارآموز در دفتر وی او را شیفته خود می‌کند، سام با دیدن یک روسپی با کلاس سعی می‌کند خواسته‌های خود را آرام کند. بعد در می‌یابد که تجربه تحقق بخشیدن و نشاط آورتر از آن چیزی است که تصور می‌کرد. قرار ملاقات دوم با اسکورت به زودی دنبال می‌شود، و سومین بار، زندگی تکراری او را از کنترل خارج می‌کند. در بحبوحه جنگ با شیاطین درونش، برای انتخابات مجلس سنا کاندیدا می‌شود. این موضوع وی را در کانون توجهات عمومی قرار می‌دهد و او را وادار می‌کند اقدامات خطرناکی را برای جلوگیری از مطبوعات، قانون و همسرش از کارهای که کرده انجام دهد.